# Saint-Clar
 Saint-Clar  là một xã của tỉnh Gers, thuộc vùng Occitanie, tây nam nước Pháp.

## Geography
The river Arrats forms most of the commune eastern border; the Auroue flows northward through the western part of the commune.